# دوزخ (هانری باربوس)
دوزخ، نام رمانی از هانری باربوس است که به سال ۱۹۰۸ انتشار یافت. نویسنده در این داستان به جامعه و نهادهای آن می‌تازد. این رمان عمیقاً به اروتیک آغشته‌است.

## تاریخچه
باربوس این رمان را در دورانی می‌نویسد که خود را زیر بار انبوهی از تعهدات می‌بیند. او این رمانِ بسیار شخصی را اواخر شب، پس از آنکه وظایف گوناگون روزانه‌اش به سرانجام رسیدند، می‌نویسد. این، نخستین رمان او است و سبک و سیاق آن برگرفته از ناتورالیسم و دِکادانتیسم است.

## پِیرنگ
مردی سی ساله و بیزار از زندگی، در یکی از بانک‌های پاریس کار پیدا می‌کند. او به یک پانسیون خانوادگی نقل مکان می‌کند. در تاریکی اتاقش شکافی را در دیوار می‌یابد که اتاق کناری از ورای آن دیده می‌شود. از آن پس، او به دید زدنِ ساکنان گوناگون آن اتاق می‌پردازد.